# Ameles decolor
Ameles decolor — один з видів богомолів середземноморського та передньоазійського роду Ameles. Поширений у Південній Європі від Іспанії до Греції, а також в Алжирі.

## Опис
Тіло невелике, від жовтуватого до сірого кольору, іноді забарвлення з чорними крапками. Черевце імаго обох статей пряме, не загинається догори. Самці тендітні, крилаті, довжиною 1,8-2,7 см. Задні крила самців прозорі, жовтуваті, надкрила повністю покривають черевце. Костальна зона передніх крил самців прозора. Самиця кремезніша, тіло 1,9-2,8 см, крила сильно вкорочені.
Дуже подібний до близького виду Ameles heldreichi, від якого відрізняється кулястими фасетковими очима без горбка та будовою статевих органів. Схожий і на йорданського богомола Ameles massai, який втім відрізніяється коротшою передньоспинкою та довшими надкрилами, а також виразною різницею в будові статевих органів.

## Спосіб життя
Самці Ameles decolor мають складну ритуальну поведінку перед паруванням. Вони рухають передніми ногами, а далі піднімають та опускають черевце. Імовірно, що така поведінка знижує ризик для самця бути з'їденим самицею.

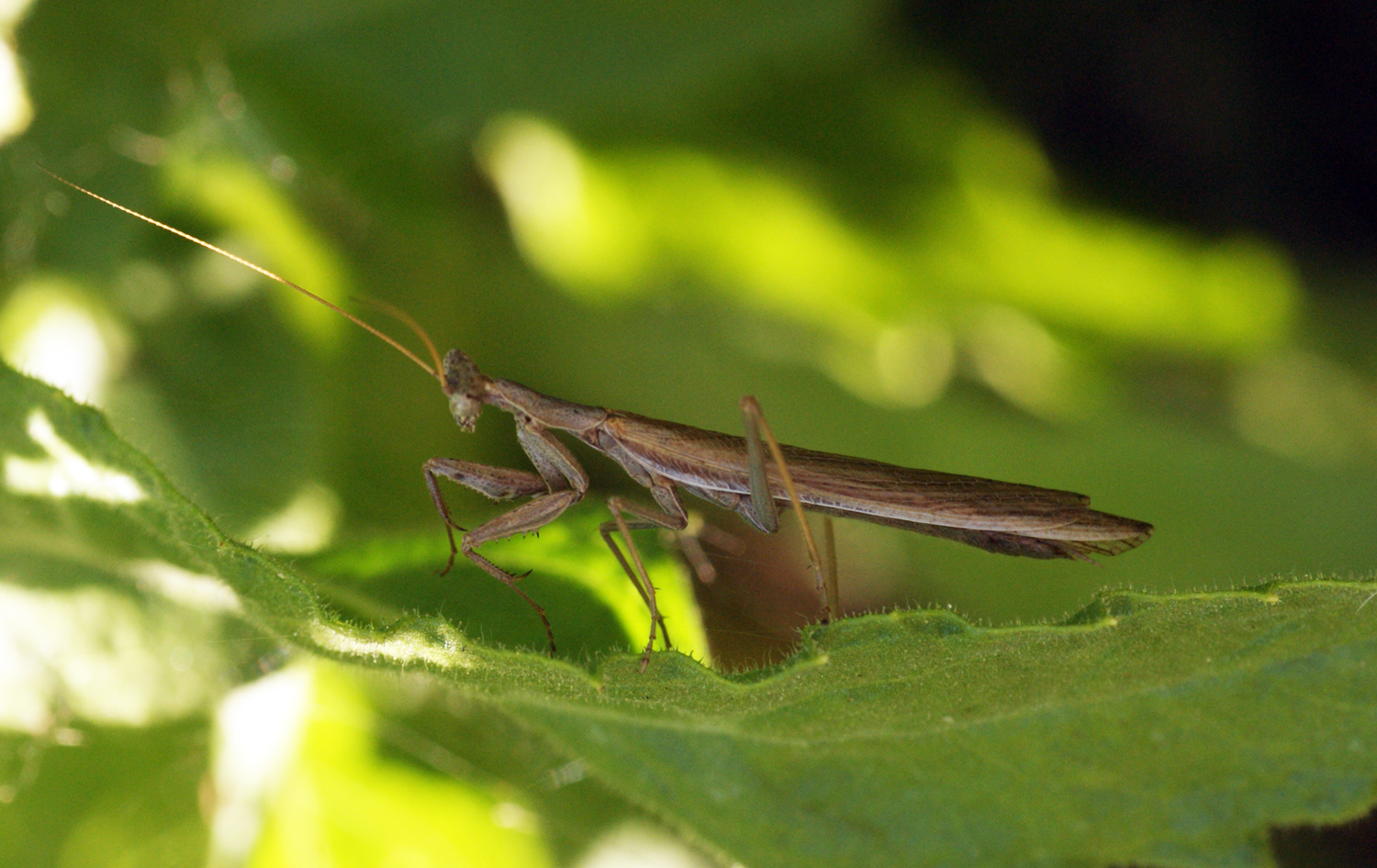
Самець Ameles decolor, Хорватія

## Ареал
Поширений у Південній Європі: в Іспанії, на півдні Франції, зокрема на Корсиці, в Італії (по всій країні, включно з Сардинією та Сицилією), Хорватії, Боснії і Герцеговині, Чорногорії, Албанії, Греції. Також відомий в Алжирі. Є відомості про наявність виду в Чехії та Словаччині.